# Magyar Vízilabda-szövetség
A Magyar Vízilabda-szövetség egy 1989-ben megalakított sportszervezet, amely szervezi és felügyeli a magyarországi vízilabdázást és képviseli azt a Nemzetközi Úszószövetségben az Európai Úszószövetségben és a Magyar Olimpiai Bizottságban.
A szövetséget 1989. december 9-én alakították meg. A magyar vízilabda addig a Magyar Úszó Szövetség irányítása alá tartozott.
Elnökök
- Bodnár András (1989–1992)[2]
- Princz Gábor (1992–1998)[3]
- Martin György (1998–2012)[4]
- Kemény Dénes (2012–2018)[5]
- Vári Attila (2018–2022)[6][7]
- Madaras Norbert (2022–)[8]

Főtitkárok
- Kiss Ottó (1989–1992)[9]
- Tim Gábor (1992–1993)[10]
- Szakadáti László (1993–1999)[11]
- Pázmányi Gábor (1999–2000)[12]
- Jakab Zoltán (2000–2006)
- Köpf Károly (2007–2009)[13]
- Jakab Zoltán (2009–2012)[14]
- Nemcsik Balázs (2012–2016)[15]
- Hesz Máté (2016–2018)[16]
- Kollár Edina (2018–2019)[17]
- Kovács Zoltán (2019)[18]
- Kollár Edina (2019–2020)[19]
- Gáll Péter (2020–2022)[20]

2022 novemberében a főtitkári poszt megszűnt.